# Janine Hanson
Janine Stephens (geb. Hanson; * 14. Dezember 1982 in La Mesa Kalifornien) ist eine kanadische Ruderin.
Die 1,78 Meter große Hanson ist in Kalifornien geboren und wuchs in Winnipeg auf, sie gehört dem Winnipeg Rowing Club an. Sie lebt und trainiert aber in London, Ontario. Hanson verfügt über einen Abschluss in Bewegungslehre (Movement Science) der University of Michigan.
Hanson begann 2000 mit dem Rudersport in den Canada Summer Games. Erst nach ihrem Studienabschluss trat sie 2007 international in Erscheinung. Sie begann als Skull-Ruderin und wechselte nach den Olympischen Spielen 2008 in Peking, wo sie mit dem Doppelvierer den achten Platz belegt hatte, zum Riemen-Rudern. Mit dem kanadischen Achter gewann sie bei den Weltmeisterschaften 2010 und 2011 jeweils die Silbermedaille hinter dem Boot aus den USA, genau wie bei den Olympischen Spielen 2012. In Abwesenheit der US-Ruderinnen erruderte Hanson 2012 mit dem Achter in München ihren einzigen Weltcupsieg.
Sie beendete ihre Karriere 2014 und ist seitdem als Trainerin tätig.

## Endkampfplatzierungen
(OS=Olympische Spiele, WM=Weltmeisterschaften)
- WM 2007: 5. Platz im Doppelvierer (Rachelle de Jong, Janine Hanson, Krista Guloien, Anna-Marie de Zwager)
- WM 2010: 2. Platz im Achter (Emma Darling, Cristy Nurse, Janine Hanson, Rachelle de Jong, Krista Guloien, Ashley Brzozowicz, Darcy Marquardt, Andréanne Morin und Steuerfrau Lesley Thompson)
- WM 2011: 2. Platz im Achter (Janine Hanson, Rachelle Viinberg, Natalie Mastracci, Cristy Nurse, Krista Guloien, Ashley Brzozowicz, Darcy Marquardt, Andréanne Morin und Lesley Thompson)
- OS 2012: 2. Platz im Achter (Janine Hanson, Rachelle Viinberg, Krista Guloien, Lauren Wilkinson, Natalie Mastracci, Ashley Brzozowicz, Darcy Marquardt, Andréanne Morin und Lesley Thompson)